# Сержант Кабукимен из нью-йоркской полиции
«Сержант Кабукимен из нью-йоркской полиции» (англ. Sgt. Kabukiman N.Y.P.D.) — независимый американский супергеройский комедийный фильм Ллойда Кауфмана. Снят студией Troma в 1990 году и выпущен в 1996.

## Сюжет
Один престарелый актёр из японского театра кабуки хранит внутри себя магическую силу, которая оберегается внутри его семьи уже множество поколений. Эта магическая сила должна пригодиться против злого духа, который может войти в мир, когда звёзды на небе сойдутся определённым образом, что бывает раз в тысячу лет. Это время как раз подходит, и злой дух, который сейчас живёт внутри богатого человека по имени Реджинальд Стюарт, начинает действовать. Первым делом Реджинальд отправляет своих головорезов в театр кабуки, чтобы убить старика. У бандитов получается смертельно ранить престарелого актёра, и, чтобы магическая сила не пропала, старик передаёт её первому попавшемуся под руку. Этим человеком оказывается сержант из нью-йоркской полиции Гарри Грисвольд. Гарри не понимает, что произошло, но с этого момента с ним начинают твориться странные вещи. Периодически на нём появляется японская одежда, а на лице проявляется макияж, как у актёра кабуки. Неожиданно Гарри начинает разбираться в японской культуре и еде.
Гарри Грисвольд и его коллега Конни Лароса идут в парк на пробежку. На Конни внезапно нападает некая банда, которая пытается изнасиловать её. Неожиданно для самого себя Гарри превращается в Кабукимена, супергероя, наделённого магической силой. Гарри удаётся одолеть преступников, но они настигают Конни в больнице, где убивают. Гарри знает, что Конни вела дело преподобного Снайпса, и предполагает, что её убили его люди. Он отправляется в церковь, где и находит всю банду, но трансформироваться в Кабукимена у него в этот раз не получается, он лишь превращается в клоуна и с позором сбегает.
На Гарри выходит девушка по имени Лотос, которая приходится внучкой убитому старику-актёру. Это она должна была получить суперсилу Кабукимена для борьбы со злым духом. Теперь же ей приходится обучать Гарри правильно пользоваться этой силой и готовить того к борьбе со злом. Используя силу Кабукимена, Гарри расправляется с преподобным Снайпсом и его людьми. Для исполнения же пророчества и прихода зла в мир мало, чтобы звёзды сошлись определённым образом. Ещё нужна молодая девушка, которая будет растерзана тигром. Реджинальд Стюарт похищает для этой цели Лотос, но её спасает Гарри. Реджинальд скармливает тигру одну из своих приспешниц. Злой дух выходит в мир, но Кабукимен справляется с ним.

## В ролях
- Рик Джианази — сержант Гарри Грисвольд / Кабукимен
- Сьюзэн Бюн — Лотос
- Билл Уиден — Реджинальд Стюарт
- Томас Крнкович — Рембрандт
- Ларри Робинсон — преподобный Снайпс
- Ноубл Ли Лестер — капитан Бендер
- Брик Бронски — Болванчик
- Памела Алстер — Конни Лароса
- Шалер Макклюр — Фелиция
- Джефф Вайншмутц — Эрнандес
- Джо Флейшейкер — Джозеф
- Фумио Фуруя — Сато
- Масахиро Ямагути — Ичиро
- Трэйси Манн — жена Ичиро

## Производство и выпуск
Фильм «Токсичный мститель» (1984) имел успех в Японии и «Токсичного мстителя 2» (1989) студия Troma снимала в этой стране. Тогда же Ллойд Кауфман предложил японской видеоигровой компании Namco идею новой супергеройской франшизы наподобие «Токсичного мстителя», но с японским уклоном. Компания Namco выделила деньги на создание фильма про Кабукимена, супергероя на тему театра кабуки. Однако видение Кабукимена у партнёров было разным. В Namco хотели семейного супергероя, тогда как Кауфман собирался снимать в обычном своём стиле, то есть с сексом и насилием, которых ждали от него его зрители. Например, в фильме есть сцена, в которой Кабукимен убивает проститутку, делая из неё гигантское суши. Фильм был закончен в 1990 году. Были смонтированы две версии с рейтингами PG и R. В том же 1990 году фильм был показан в Американском институте киноискусства. Затем долгое время студия не могла выпустить фильм в полноценный прокат. Кауфман возил фильм на Каннский кинофестиваль в надежде заинтересовать дистрибьюторов. В конечном итоге фильм был выпущен в 1996 году на видеокассетах и прошёл в небольшом количестве кинотеатров. Уже тогда фильм с отсылками на Бэтмена и причёсками из конца 80-х выглядел как реликвия из недавнего прошлого.

## Критика
В The New York Times отметили, что это забавный фильм в духе других фильмов студии Troma. По мнению же The A.V. Club, «Сержант Кабукимен» плох даже по стандартам Troma. Фильму «не хватает безвкусного остроумия, которое отличает лучшие релизы студии». Примерно в таком же духе вышла рецензия на сайте Blu-ray.com.

## Продолжения
Первоначально «Сержант Кабукимен» планировался как франшиза. У фильма должны были быть продолжения и мультсериал, наподобие «Токсичных крестоносцев» про Токсичного мстителя. Ни один из этих планов так и не был реализован. В 2000 году Кабукимен появился в фильме «Гражданин Токси: Токсичный мститель 4», где был показан как спившийся и опустившийся супергерой. В этом же фильме была показана злая параллельная вселенная, в которой живёт Злой Кабукимен. В 2002 году Кабукимен появился в видеоклипе Моби на песню «We Are All Made of Stars». Там он даёт автограф Лили Собески.